# Agar (drewno)

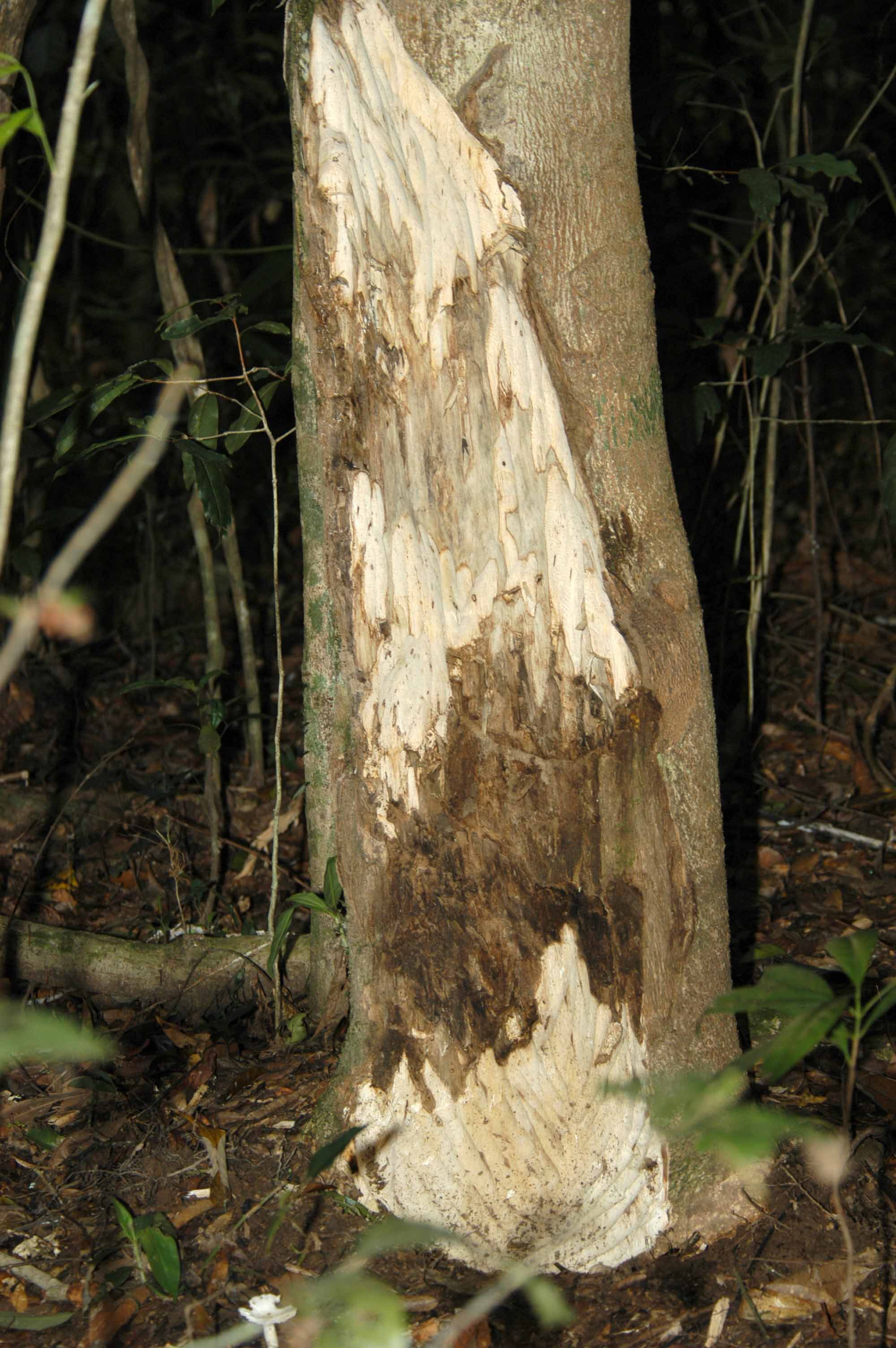
Drewno drzewa Aquilaria crassna

Agar (san. aguru, ja. 沈香 jinkō) – żywiczne drewno różnych gatunków drzew z rodzaju Aquilaria.

## Składniki
Żywica agaru zawiera mieszaninę seskwiterpenów i innych związków stosowanych jako substancje zapachowe. Niektóre z nich, na przykład jinkoh-eremol i agarospirol, oddziałują również na układ nerwowy ssaków.

## Zastosowanie
Agar znajduje zastosowanie w ajurwedzie i medycynie chińskiej oraz kosmetyce. Z drewna tego otrzymuje się także alkoholowy destylat noszący nazwę oud. W medycynie wschodniej wyciągi z agaru stosowane są jako środek uspokajający; ich właściwości jako depresantów potwierdzono w badaniach na myszach.
Drewno to tradycyjnie wykorzystywane w Indiach i krajach Azji Południowo-Wschodniej do produkcji kadzideł używanych podczas obrzędów religijnych.